# Pepperoni roll

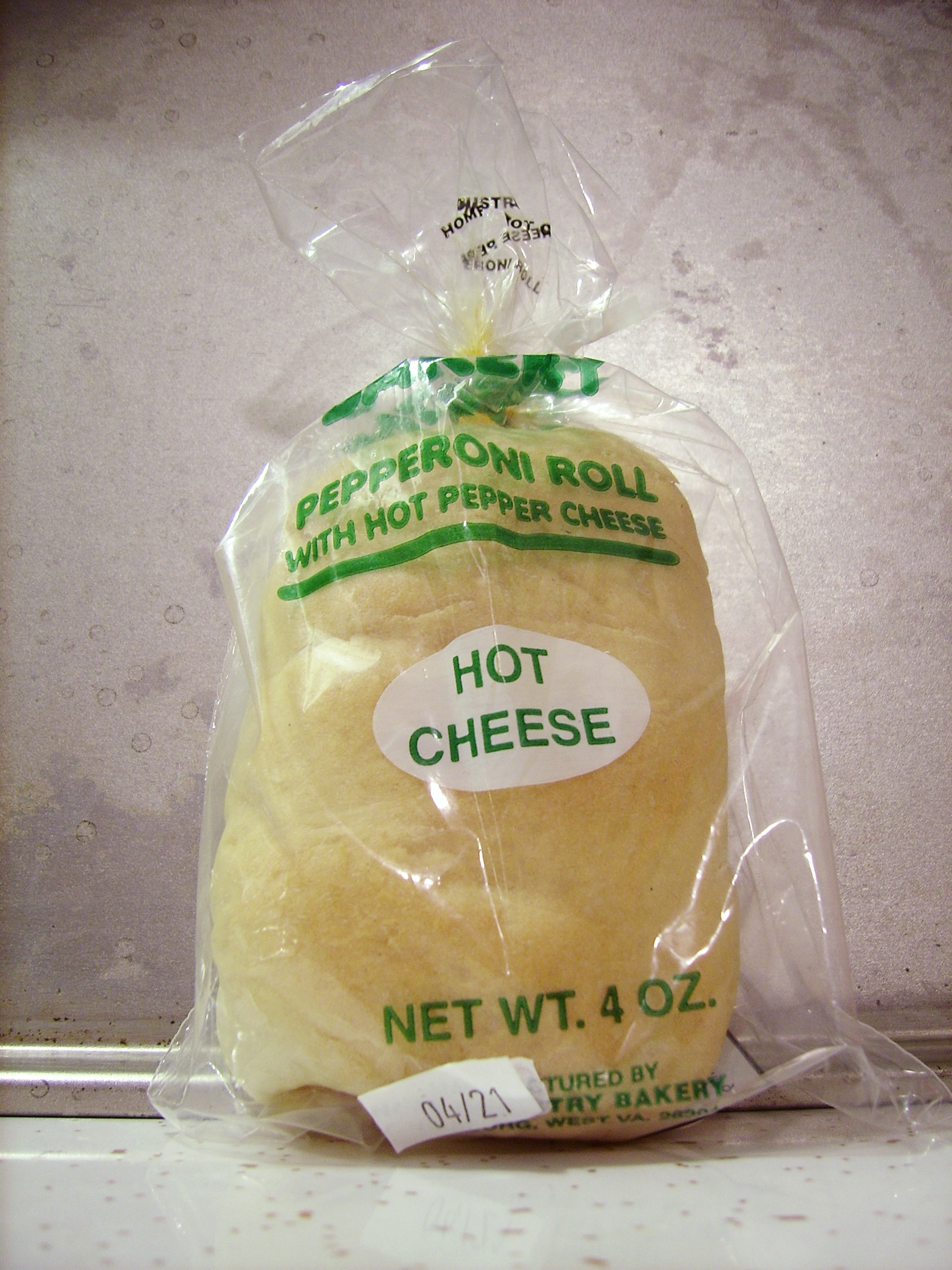
Un pepperoni roll en su envase original.

El pepperoni roll es un aperitivo popular en Virginia Occidental y algunas regiones cercanas de los Apalaches. Es omnipresente en Virginia Occidental, especialmente en tiendas de conveniencia, siendo una de las comidas más asociadas con el estado.
El pepperoni roll clásico consiste en un panecillo (bread roll) de pan blanco con levadura bastante tierno, horneado con pepperoni dentro. El pepperoni puede ser de varias formas: una única barra, varias rodajas dobladas, cortado en tiras o picado. Durante el horneado, el aceite condimentado del pepperoni pasa al pan. La mayoría prefiere los rolls jugosos pero no empapados, de forma que la textura del pan es un factor importante en la calidad del plato. Los pepperoni rolls suelen comerse como aperitivo o como plato principal en almuerzo, tanto sin calentar como templados.

## Origen
El pepperoni roll fue inventado por Giuseppe Joseph Argiro en el Country Club Bakery de Fairmont (Virginia Occidental) en 1927. Los rolls surgieron como almuerzo para los mineros del carbón del centro-norte de Virginia Occidental en la primera mitad del siglo XX. Los pepperoni rolls no necesitaban almacenarse refrigerados y podían incluirse en el almuerzo de los mineros. El pepperoni y otros ingredientes italianos se hicieron populares en la región a principios del siglo XX, cuando el auge de la minería y el ferrocarril atrajeron a muchos inmigrantes italianos. Los pepperoni roll se parecen al pasty y al sausage roll, que surgieron en las comunidades mineras del Reino Unido, así como también al calzone italiano.

## Variantes
Las variantes del pepperoni roll original pueden contener diferentes tipos de queso, pimiento, etcétera. Una pizzería de Chesapeake (Ohio) introdujo una variante frita llamada Pepperoni Zinger.

### College Station (Texas)
Hay varios restaurantes especializados que sirven tanto pizza como pepperoni rolls en College Station (Texas). La receta local para estos rolls incluye un relleno de mozzarella o provolone además de pepperoni.

### Raciones militares
Desde principios de los años 2000 el ejército estadounidense incluye una versión del pepperoni roll es una de las MRE (raciones listas para comer) suministradas a las tropas. Los rolls militares son fabricados por una compañía de Carolina del Norte.